# Classe Tajmyr

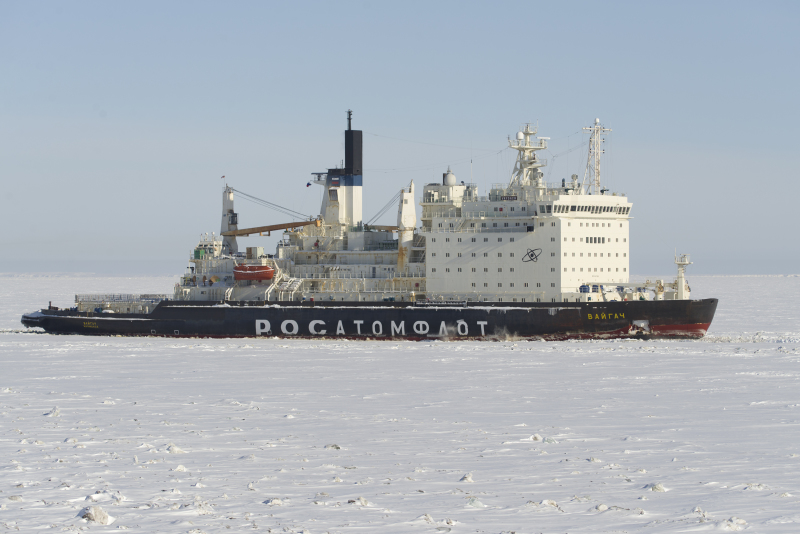
La Vajgač nel 2015

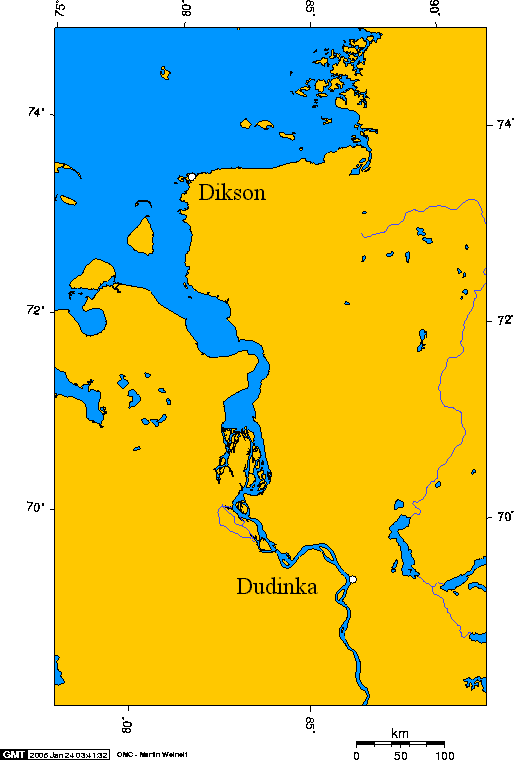
La zona operazioni dei rompighiaccio classe Tajmyr

Le navi della classe Tajmyr sono dei rompighiaccio a propulsione nucleare fluviali, utilizzati sul fiume Enisej, in Siberia.

Il nome completo è in russo Атомный ледокол проекта 10580 класса «Таймыр»?, Atomnyj ledokol proekta 10580 klassa «Tajmyr», la cui traduzione letterale in italiano è Rompichiaccio nucleare del progetto 10580-1 classe Tajmyr.

Il loro nome in codice NATO è classe Taymyr (dal nome della nave capoclasse nella traslitterazione anglosassone); la classificazione russa è in russo Мелкоосадочный ледокол?, Melkoosadočnyj ledokol, letteralmente Rompighiccio poco profondo; secondo l'hull classification symbol della US Navy si tratta di un AGB-N ("nuclear icebreaker").

## Sviluppo
Queste navi sono state costruite in Finlandia da Wärtsilä Marine presso i cantieri navali di Helsinki, e trasportate poi in Russia (cantieri Baltiysky Zavod di San Pietroburgo) per l'installazione dei reattori nucleari. Sono entrati entrambi in servizio nel biennio 1989-1990. Le due unità sono praticamente uguali: l'unica (piccola) differenza è che il Vajgač è più lungo di circa un metro rispetto al gemello.

## Tecnica
I rompighiaccio della classe Tajmyr sono secondi come dimensioni solo agli Arktika, e sono i più grandi nella loro categoria. La protezione della prua è di circa 32 mm di spessore: questo, unito alla enorme potenza del reattore, consente a queste unità di rompere in maniera continuativa ghiaccio spesso 1,8 metri. Entrambe le unità sono state recentemente sottoposte a revisione.

## Il servizio
Queste unità sono state progettate per operare nelle acque costiere e negli estuari della Russia settentrionale. In particolare, sono utilizzati sul fiume Enisej da Dikson. La loro opera è fondamentale per permettere la navigazione sia ai cargo con a bordo merci varie provenienti da Igarka, sia alle navi con a bordo i metalli provenienti da Noril'sk (che vengono imbarcati a Dudinka). Inoltre, queste unità possono essere utilizzate anche come navi antincendio.

## Unità
| Rosatomflot (Atomflot) | Rosatomflot (Atomflot) | Rosatomflot (Atomflot)          | Rosatomflot (Atomflot)            | Rosatomflot (Atomflot) | Rosatomflot (Atomflot) | Rosatomflot (Atomflot) | Rosatomflot (Atomflot)                            |
| Yard Nº                | Nome                   | Costruttore                     | Cantiere                          | Impostazione           | Varo                   | In servizio            | Identificazione                                   |
| ---------------------- | ---------------------- | ------------------------------- | --------------------------------- | ---------------------- | ---------------------- | ---------------------- | ------------------------------------------------- |
| 474                    | Tajmyr                 | Wärtsilä Marine Baltiysky Zavod | Helsinki Shipyard Baltic Shipyard | 1985                   | 1987                   | 1989                   | Indicativo ITU: UEMM IMO: 8417481 MMSI: 273135100 |
| 475                    | Vajgač                 | Wärtsilä Marine Baltiysky Zavod | Helsinki Shipyard Baltic Shipyard |                        | 1989                   | 1990                   | Indicativo ITU: UBNY IMO: 8417493 MMSI: 273133100 |